# Fabrikspigens Triumf
Fabrikspigens Triumf (originaltitel Triumph) er en amerikansk stumfilm fra 1924 instrueret af Cecil B. DeMille.

## Medvirkende
- Leatrice Joy som Ann Land
- Rod La Rocque som Garnet
- Victor Varconi som William Silver
- Charles Stanton Ogle som James Martin
- Theodore Kosloff som Varinoff
- Robert Edeson som Samauel Overton
- Julia Faye som Rika
- George Fawcett som David Garnet